# 장쯔린
장쯔린(중국어 간체자: 张梓琳, 정체자: 張梓琳, 병음: Zhāng Zǐlín, 한자음: 장재림, 1984년 3월 22일 산둥성 웨이하이시 ~ )은 중국의 모델이다. 2007년 미스 월드 우승자이기도 하다.